# Ihei Kimura
Pour les articles homonymes, voir Kimura.
Ihei Kimura (木村伊兵衛, Kimura Ihee), (12 décembre 1901 à Tokyo - 30 mai 1974) est l'un des photographes japonais les plus célèbres du XXe siècle, particulièrement connu pour ses représentations de Tokyo et de la préfecture d'Akita. Kimura est l'un des fondateurs de l'agence Nippon-Kobo.

## Biographie
Né le 12 décembre 1901 à Shitaya-ku (au XXe siècle, arrondissement Taitō-ku, à Tokyo), Ihei Kimura commence à prendre des photos très jeune mais son intérêt s'intensifie vers l'âge de vingt ans lordqu'il vit à Tainan (Taiwan), où il travaille pour un grossiste de sucre. Il ouvre en 1924 un studio photographique à Nippori (Tokyo). En 1930, il rejoint le département de publicité de l'entreprise de cosmétiques et de savon Kaō et se concentre sur des photographies informelles réalisées avec son appareil Leica. En 1933, il rejoint Yōnosuke Natori et d'autres professionnels pour former le groupe Nippon Kōbō (« Atelier du Japon ») qui met l'accent sur le « réalisme » en photographie et utilise des appareils au format 35 mm. Mais ce groupe se sépare assez raidement et Kimura forme un groupe alternatif, Chūō Kōbō (« Atelier central ») avec Nobuo Ina et d'autres.
Durant la guerre, Kimura travaille en Mandchourie pour l'éditeur Tōhōsha.
En 1950, Kimura est élu président de la Société des photographes professionnels du Japon nouvellement formée ; en compagnie de Ken Domon il fait beaucoup pour encourager un esprit documentaire dans la photographie amateur.
Au milieu des années cinquante, Kimura effectue plusieurs voyages en Europe et fournit des photos pour les magazines d'appareils photo Pari, un recueil de ses photographies en couleurs de Paris, ne sera publié qu'en 1974, mais l'utilisation de la couleur était en avance sur son temps
À son retour au Japon, Kimura se concentre sur la photographie de la vie rurale à Akita. Il travaille également sur des portraits, en particulier d'écrivains.
Kimura décède à son domicile à Nippori le 30 mai 1974; Le prix Ihei Kimura est décerné annuellement en son honneur depuis 1975. Il reste populaire au Japon: des échantillons de ses photographies (2009) paraissent régulièrement dans le magazine Asahi Camera.

## Expositions
- Paris 1954-1955, Maison européenne de la photographie, 2004
- Les Rencontres d'Arles, France, 2004

#### Ouvrages sur le travail de Kimura
- A Historical Sketch of Japanese Customs and Costumes, Tokyo, Society for International Cultural Relations (Kokusai Bunka Shinkōkai), 1936.
- 王道樂土 (Ōdō rakudo?), Tokyo, Ars, 1943, photographies de Mandchourie.
- Kimura Ihee sakuhinshū (木村伊兵衛作品集?), recueil de photos d'Ihei Kimura). Gendai Nihon shashin zenshū (現代日本写真全集?), vol. 1, Tokyo, Sōgensha, 1959.
- Zenshinza butai shashinshū (前進座舞台写真集?), collection de photos de Zenshinza sur scène). Tokyo, Kenkōsha, 1966. Photographies en noir et blanc et aussi quelques-unes en couleur de la troupe Zenshinza de kabuki sur scène et en dehors, à l'occasion du 35e anniversaire de sa fondation.
- Watanabe Yoshio ((渡辺義雄?)) et al., Kimura Ihee shashin zenshū: Shōwa jidai (木村伊兵衛写真全集：昭和時代?) (collection de photographies d'Ihei Kimura), Tokyo, Sekaibunkasha, trois volumes, 1979.
- Watanabe Yoshio et al., Kimura Ihee shashin zenshū: Shōwa jidai (木村伊兵衛写真全集：昭和時代?), Tokyo, Chikuma, quatre volumes, 1984.
- 木村伊兵衛と秋田展 (Kimura Ihee to Akita ten?), exposition d'Ihei Kimura et Akita, Akita Senshu Museum of Art, 1994.
- 木村伊兵衛,  Nihon no Shashinka 8, Tokyo, Iwanami Shoten, 1998 (enquête concise dans cet ensemble consacré au panthéon japonais).